# Michael Wilhelm
Michael Wilhelm (* 24. April 1955 in Würzburg) ist ein deutscher Politiker. Er  war von 2008 bis Dezember 2017 Staatssekretär im Sächsischen Staatsministerium des Innern.

## Leben
Nach dem Abitur absolvierte Wilhelm eine Lehre als Bankkaufmann und arbeitete im Anschluss daran von 1977 bis 1978 für die Dresdner Bank in New York. Von 1978 an studierte Wilhelm Rechtswissenschaft und Volkswirtschaftslehre an der Universität Bayreuth und schloss 1984 mit dem zweiten juristischen Staatsexamen ab. Nach dem Studium war er von 1984 bis 1993 bei der Bayerischen Finanzverwaltung tätig. 1993 wechselte er als Referatsleiter ins Sächsische Staatsministerium der Finanzen, von Oktober 2003 bis 2008 war Wilhelm im Amt eines Ministerialdirigenten der Bevollmächtigte des Freistaates Sachsen beim Bund.
Michael Wilhelm ist verheiratet.

## Politik
Vom 1. Oktober 2008 bis 18. Dezember 2017 war Wilhelm Staatssekretär im Sächsischen Staatsministerium des Innern, in dem er bereits seit Juni 2008 als Amtschef tätig war. Er trat damit die Nachfolge von Andrea Fischer an, die als Staatssekretärin ins Sächsische Staatsministerium für Soziales wechselte.
Nach der Bildung der schwarz-gelben Landesregierung (Kabinett Tillich II) im September 2009 und dem Amtsantritt des Innenministers Markus Ulbig (CDU) behielt Wilhelm sein Amt als Staatssekretär.
Im April 2013 geriet Wilhelm in die öffentliche Kritik, als er im Vorfeld der für Ende August 2013 in Döbeln geplanten Veranstaltung „Schwimmen für Demokratie und Toleranz“ eine eventuelle Teilnahme von NPD-Mitgliedern mit den Worten „Warum sollen die nicht für Demokratie schwimmen, solange sie keine Plakate entrollen?“ kommentierte. Die Oppositionsparteien SPD und Die Linke forderten daraufhin seinen Rücktritt. Ein Vertreter einer Opferberatung für Opfer rechtsextremer Gewalt kritisierte, dass mit solchen Äußerungen Neonazis bestätigt und als akzeptierter Teil der Gesellschaft aufgewertet würden.
Nach dem Rücktritt von Stanislaw Tillich als Ministerpräsident und der Übernahme des Postens durch Michael Kretschmer wurde Minister Markus Ulbig im Zuge der anschließenden Kabinettsbildung des Kabinetts Kretschmer I durch Roland Wöller ersetzt, der Günther Schneider zu seinem Staatssekretär berief.